# Даулінг (Мічиган)
Даулінг (англ. Dowling) — переписна місцевість (CDP) в США, в окрузі Беррі штату Мічиган. Населення — 351 особа (2020).

## Географія
Даулінг розташований за координатами 42°31′47″ пн. ш. 85°14′3″ зх. д. / 42.52972° пн. ш. 85.23417° зх. д. (42.529764, -85.234176).  За даними Бюро перепису населення США в 2010 році переписна місцевість мала площу 16,27 км², з яких 15,75 км² — суходіл та 0,52 км² — водойми.

## Демографія
Згідно з переписом 2010 року, у переписній місцевості мешкали 374 особи в 150 домогосподарствах у складі 111 родини. Густота населення становила 23 особи/км².  Було 164 помешкання (10/км²).
Расовий склад населення:
| - 98,4 % — білих - 0,8 % — азіатів |

До двох чи більше рас належало 0,8 %. Частка іспаномовних становила 0,5 % від усіх жителів.
За віковим діапазоном населення розподілялося таким чином: 22,7 % — особи молодші 18 років, 61,0 % — особи у віці 18—64 років, 16,3 % — особи у віці 65 років та старші. Медіана віку мешканця становила 42,0 року. На 100 осіб жіночої статі у переписній місцевості припадало 98,9 чоловіків;  на 100 жінок у віці від 18 років та старших — 103,5 чоловіків також старших 18 років.
Середній дохід на одне домашнє господарство  становив 58 346 доларів США (медіана — 47 375), а середній дохід на одну сім'ю — 67 686 доларів (медіана — 58 125). Медіана доходів становила 43 750 доларів для чоловіків та 40 833 долари для жінок. За межею бідності перебувало 1,3 % осіб, у тому числі 0,0 % дітей у віці до 18 років та 0,0 % осіб у віці 65 років та старших.
Цивільне працевлаштоване населення становило 198 осіб. Основні галузі зайнятості: виробництво — 29,3 %, освіта, охорона здоров'я та соціальна допомога — 13,1 %, роздрібна торгівля — 10,1 %.